# Google AI Mode
Der AI Mode (auch Google AI Mode) ist eine experimentelle KI-basierte Suchfunktion von Google, die im Mai 2025 eingeführt wurde. Die Funktion erweitert die traditionelle Google-Suche durch fortgeschrittene Sprachverarbeitung und multimodale Interaktionsmöglichkeiten. AI Mode nutzt das Large Language Model Gemini 2.0/2.5 und ermöglicht komplexe, mehrteilige Anfragen mit dialogorientierten Folgefragen.

## Technologie

### Query Fan-Out Verfahren
AI Mode verwendet ein spezielles „Query Fan-Out“-Verfahren, bei dem eine Nutzeranfrage in mehrere Unterthemen aufgeteilt wird. Diese Unterthemen werden gleichzeitig in verschiedenen Datenquellen recherchiert, wobei die Ergebnisse anschließend zu einer kohärenten Antwort zusammengeführt werden. Dieses Verfahren ermöglicht es dem System, „tiefer ins Web einzutauchen als eine traditionelle Google-Suche“.

### Datenquellen
Das System greift auf verschiedene Google-eigene Datenquellen zu:
- Knowledge Graph
- Echtzeitdaten
- CommonCrawl
- Shopping-Daten für Milliarden von Produkten
- Hochwertige Webinhalte[1]

### Technische Basis
AI Mode basiert auf einer angepassten Version von Gemini 2.0, später erweitert auf Gemini 2.5 Pro für fortgeschrittene Funktionen. Das System nutzt „fortgeschrittene Reasoning-, Denk- und multimodale Fähigkeiten“ zur Beantwortung komplexer Anfragen. Laut Google erreicht die Funktion bereits 1,5 Milliarden monatliche Nutzer und steigert das Search Engagement um 10 %.

## Funktionen

### Multimodale Eingabe
Nutzer können Anfragen auf verschiedene Arten stellen:
- Texteingabe
- Sprachbefehle
- Bildupload
- PDF-Upload (ab 2025)
- Live-Videostreaming (Search Live)[6]

### Canvas-Funktion
Die Canvas-Funktion ermöglicht es Nutzern, Informationen über mehrere Sitzungen hinweg zu organisieren und zu planen. Diese Funktion wurde speziell für komplexe Aufgaben wie Lernpläne oder Reiseplanungen entwickelt.

### Dialog-Kontinuität
AI Mode unterstützt kontextbezogene Folgefragen und speichert den Verlauf vorheriger Interaktionen, sodass Nutzer ihre Recherche später fortsetzen können.

## Geschäftsmodell

### Monetarisierung durch Werbung
Google bestätigte im März 2025 Pläne zur Integration von Werbeanzeigen in AI Mode. Die Monetarisierungsstrategie basiert auf Erfahrungen mit Werbung in AI Overviews, wobei Anzeigen unterhalb der KI-generierten Antworten mit einem „Sponsored“-Label erscheinen sollen.

### Herausforderungen für Werbetreibende
Branchenexperten äußern Bedenken über die Wirksamkeit von Werbung im konversationellen Format:
- Niedrigere Click-Through-Raten durch umfassende Antworten im Chat
- Möglicherweise höhere Kosten pro Klick durch Premium-Preisgestaltung
- Reduzierter Return on Ad Spend (ROAS)[7]

## Gesellschaftliche und wirtschaftliche Auswirkungen

### Paradigmenwechsel im Suchverhalten
- AI Mode markiert einen fundamentalen Wandel von der „Suchmaschine“ zur „Antwortmaschine“ (answer engine).
- Nutzer erhalten direkt synthetisierte Informationen, ohne mehrere Webseiten besuchen zu müssen.[8] Dies führt zu einem Anstieg von „Zero-Click“-Suchergebnissen.[5]

### Auswirkungen auf die Medienbranche
Die Einführung von AI Mode hat dramatische Folgen für Online-Publisher:
- Business Insider verzeichnete einen Traffic-Rückgang von 55 % zwischen April 2022 und April 2025[8]
- Websites berichten von Traffic-Verlusten zwischen 18 % und 70 %[9]
- Medienunternehmen mussten Massenentlassungen durchführen[8]

### Bedrohung des traditionellen Web-Ökosystems
Kritiker warnen, dass AI Mode das traditionelle Web „bei lebendigem Leib begräbt“. Die Technologie wird beschuldigt:
- Inhalte zu „stehlen“ ohne angemessene Kompensation
- Die Motivation zur Erstellung von Websites zu untergraben
- Das Geschäftsmodell von Content-Erstellern zu zerstören[10]

### Transaktionale Veränderungen
Durch die Integration von Shopping-Daten und Produktvergleichen beeinflusst AI Mode auch das Online-Kaufverhalten. Nutzer können detaillierte Produktvergleiche mit spezifischen Anforderungen durchführen, ohne mehrere E-Commerce-Seiten besuchen zu müssen. Geplante Commerce-Features könnten große Einzelhändler bevorzugen und kleinere Anbieter benachteiligen.

### Bildungssektor
Mit Funktionen wie PDF-Analyse, Canvas für Lernpläne und Search Live für Echtzeithilfe positioniert sich AI Mode als Werkzeug für den Bildungsbereich. Die Technologie ermöglicht es Studierenden, komplexe Konzepte durch interaktive Dialoge zu verstehen.

## Verfügbarkeit
AI Mode wurde zunächst als experimentelle Funktion in Google Labs für ausgewählte Nutzer eingeführt. Die Funktion ist verfügbar:
- In den USA und Indien
- Für Nutzer ab 18 Jahren
- In englischer Sprache
- Zunächst für Google One AI Premium Abonnenten[1][11]

Der Zugang erfolgt über:
- google.com/aimode
- Google-Startseite mit AI Mode-Button
- Google App

## Kritik und Herausforderungen

### Genauigkeit und AI-Halluzinationen
Google weist darauf hin, dass AI Mode als experimentelle Technologie „nicht immer richtig“ liegt. Das System kann Webinhalte falsch interpretieren oder den Kontext nicht erkennen. CBS News berichtete über Fälle, in denen AI Mode falsche Ratschläge gab, wie die Empfehlung, Kleber auf Pizza zu verwenden.

### Urheberrechtliche Bedenken
Mehrere Nachrichtenorganisationen, darunter The New York Times, Forbes und Wired, haben Bedenken über die Nutzung ihrer Inhalte ohne angemessene Genehmigung oder Vergütung geäußert. Die BBC drohte im Juni 2025 mit rechtlichen Schritten.

### Wettbewerb und Marktveränderungen
Die Einführung von AI Mode erfolgt in einem zunehmend wettbewerbsintensiven Umfeld:
- Perplexity AI, bewertet mit 14 Milliarden Dollar, positioniert sich als „Google-Killer“[12]
- 8 % der Amerikaner nutzen bereits ChatGPT als primäre Suchmaschine[9]
- Senatoren fordern FTC-Untersuchungen wegen möglicher wettbewerbswidriger Praktiken[12]

### Datenschutz
Zur Verbesserung des Systems nutzt Google die Interaktionen der Nutzer mit AI Mode, wobei personenidentifizierbare Informationen durch automatisierte Tools entfernt werden sollen.

## SEO-Implikationen

### Ende der traditionellen SEO
Experten sprechen vom „größten Wandel in der Suchmaschine seit zwei Jahrzehnten“. Traditionelle SEO-Strategien, die auf Keywords und Blue Links basieren, verlieren an Bedeutung:
78 % der Marken nutzen bereits LLMs für die Content-Planung.
Semantische Suche und Intent-basierte Optimierung werden wichtiger.
„Agentic SEO“ entsteht, bei der Bots die Sichtbarkeit über KI-Assistenten verhandeln
Das Online-Marketing muss sich vom klassischen Suchmaschine-Optimieren auf mehrere Felder ausweiten. Hauptpunkte bei diesen Tätigkeiten sind:
- Verwendung von strukturierten Daten
- Optimierung für konversationsorientierte Suchen
- E-E-A-T (Experience, Expertise, Authoritativeness, Trustworthiness) als Grundlage für Glaubwürdigkeit und Vertrauen in der KI-Welt[13]

### Neue Metriken
Die Erfolgsmessung verschiebt sich von traditionellen Klicks zu:
- Impressionen innerhalb von AI-Panels
- Verweildauer in AI-Übersichten
- Assisted Conversions[5]

## Technischer Ausblick
Google plant die Erweiterung von AI Mode um weitere Funktionen:
- Unterstützung zusätzlicher Dateiformate
- Integration von Google Drive
- Erweiterte visuelle Antworten mit Bildern und Videos
- Automatisierte Käufe und Live-Video-Suche
- Integration von Project Astra für universelle multimodale Agenten[1][14]